# Teerat Nakchamnan
Teerat Nakchamnan (thailändisch ธีรัตม์ นาคชำนาญ, * 25. Mai 1986 in Surat Thani) ist ein thailändischer Fußballspieler.

## Karriere
Teerat Nakchamnan erlernte das Fußballspielen bei der Jugendakademie von Bangkok United in Bangkok, wo er 2007 auch seinen ersten Profivertrag unterschrieb. Nach 16 Spielen wechselte der Torwart 2010 zum Ligakonkurrenten Samut Songkhram FC, einem Verein, der in der höchsten Liga des Landes, der Thai Premier League spielte. In die zweite Liga, die Thai Premier League Division 1, wechselte er 2011 und schloss sich Songkhla United an. Ein Jahr später unterschrieb er einen langfristigen Vertrag bei Ratchaburi Mitr Phol in Ratchaburi. Damals spielte der Verein in der zweiten Liga und stieg als Meister 2012 in die Thai Premier League auf. Bei Ratchaburi spielte er bis Mitte 2017 und wechselte anschließend zum Ligakonkurrenten Chainat Hornbill FC nach Chainat. Nachdem der Club Ende 2019 den Weg in die Zweitklassigkeit antreten musste, verließ er den Club und schloss sich dem Zweitligisten Nongbua Pitchaya FC aus Nong Bua Lamphu an. Im März 2021 feierte er mit Nongbua die Zweitligameisterschaft und den Aufstieg in die erste Liga. Nach dem Aufstieg verließ er den Verein und schloss sich dem ebenfalls in die erste Liga aufgestiegenen Khon Kaen United FC. Für den Verein aus Khon Kaen bestritt er zwei Erstligaspiele. Im Juli 2022 verließ er Khon Kaen wechselte zum Zweitligisten Customs United FC. Mit dem Verein aus Samut Prakan wurde man am Ende der Saison 2022/23 Tabellendritter und qualifizierte sich somit für die Aufstiegsspiele zur ersten Liga. Hier musste man sich jedoch im Finale gegen den Uthai Thani FC geschlagen geben. Nach einer Spielzeit wechselte er im Sommer 2023 zum ebenfalls in der zweiten Liga spielenden Ayutthaya United FC. Am Ende der Saison 2023/24 belegte er mit dem Klub den sechsten Tabellenplatz und qualifizierte sich somit für die Aufstiegsspiele zur ersten Liga. Hier konnte man sich jedoch nicht durchsetzen. Am Ende der Saison 2024/25 feierte er mit Ayutthaya die Vizemeisterschaft der zweiten Liga sowie den Aufstieg in die erste Liga.

## Erfolge
Ratchaburi Mitr Phol
- Thailändischer Zweitligameister: 2012  ▲

Nongbua Pitchaya FC
- Thailändischer Zweitligameister: 2020/21  ▲

Ayutthaya United FC
- Thailändischer Zweitligavizemeister: 2024/25  ▲